# Mullā Ḥusaīn
Mullá Husayn-i-Bushru'i (in arabo ملا حسين البشروئي‎?; 1813 – 2 febbraio 1849) chiamato Janáb-i-Bábu'l-Báb, Porta delle Porte, è stato il primo seguace del movimento religioso babista, la prima Lettera del Vivente.
Nato nel 1813, fu per nove anni allievo di Siyyid Kázim e per cinque seguace del Báb, che gli diede il titolo di Bábu'l-Báb
Morì durante la battaglia di Fort Shaykh Tabarsi il 2 febbraio 1849.

## Battaglia di Fort Shaykh Tabarsi
Mullá Husayn, su indicazione del Báb, marciò con un gruppo di compagni da Mashhad al mausoleo di Shaykh Tabarsí innalzando lo Stendardo nero, simbolo profetico dell'avvento del Mahdi. La missione tendeva ad arruolare nuovi credenti e aveva carattere dimostrativo, era anche diretta a favorire la liberazione di Quddús, un leader babista detenuto nella città di Sari. Tale gruppo in movimento allarmò l'autorità religiosa che fece un accorato appello alla popolazione incitandoli contro quei presunti "nemici dell'Islam", tale appello sortì gli effetti voluti e da lì partì un'offensiva che si protrarrà per molti mesi con i babisti che si asserragliarono per difendersi nel Santuario di Shaykh Tabarsì fortificandolo su indicazioni di Mullá Husayn, in seguito vennero assediati dall'esercito imperiale che giunse sul posto con dodicimila soldati e che vide sopraggiungere altri reggimenti ma, malgrado ciò, non riuscivano ad avere la meglio su quel manipolo iniziale di trecentotredici babisti.
Dopo molte ed incredibili vicissitudini, la battaglia terminò con la fuoriuscita dei babisti dal forte di Shaykh Tabarsí, indotti a uscire con l'inganno di un falso giuramento fatto dagli assedianti sul Corano, e ciò portò al loro sterminio.